# Ahmed Musa
Ahmed Musa (sinh ngày 14 tháng 10 năm 1992) là một cầu thủ bóng đá chuyên nghiệp người Nigeria, chơi ở vị trí tiền đạo cánh và tiền vệ cánh trái cho câu lạc bộ Sivasspor tại Süper Lig và Đội tuyển bóng đá quốc gia Nigeria.
Musa đã trở thành người Nigeria đầu tiên ghi bàn nhiều hơn một lần trong một trận đấu World Cup, sau khi ghi hai bàn trong trận gặp Argentina tại World Cup 2014. Musa cũng là cầu thủ người Nigeria đầu tiên ghi bàn trong hai cuộc thi FIFA World Cup, sau khi ghi hai bàn vào lưới Iceland ở vòng bảng World Cup 2018.
Anh tiếp tục có tên trong danh sách đội hình Nigeria tham dự cúp bóng đá châu Phi 2019 diễn ra tại Ai Cập. Chung cuộc Nigeria kết thúc giải với vị trí thứ ba chung cuộc.

## Câu lạc bộ sự nghiệp

### Sự nghiệp ban đầu
Musa bắt đầu sự nghiệp của mình tại Học viện Bóng đá GBS.

### Đột phá ở Nigeria
Vào tháng 9 năm 2007, một ấn phẩm địa phương ở Jos, Nigeria đã giới thiệu Ahmed Musa với tiêu đề "Tài năng chưa được khám phá".
Năm 2008, anh được cho mượn tới JUTH F.C, tại đây anh ra sân 18 trận và ghi 4 bàn thắng trong 2 mùa giải chuyên nghiệp đầu tiên của mình cho "The Healers". Sau đó, Musa được Kano Pillars F.C. mượn về, trong mùa giải 2009–10, anh đã ghi nhiều bàn thắng quan trọng giúp Pillars kết thúc ở vị trí thứ hai.
Musa giữ kỷ lục cầu thủ ghi nhiều bàn thắng nhất trong một mùa giải của giải ngoại hạng Nigeria cho đến tháng 11 năm 2011, khi Jude Aneke của Kaduna United F.C. lập kỷ lục mới với 20 bàn thắng.

### VVV-Venlo
Musa chuyển sang thi đấu cho câu lạc bộ Hà Lan VVV-Venlo vào mùa hè năm 2010, tuy nhiên khi việc chuyển nhượng đã bị trì trệ do lúc đó anh mới 17 tuổi, câu lạc bộ không thể ký hợp đồng với cầu thủ nước ngoài dưới 18 tuổi, theo luật lúc đó của FIFA. Musa chính thức đủ điều kiện chơi cho VVV-Venlo vào ngày 14 tháng 10 năm 2010 khi anh tròn 18 tuổi.
Chưa đầy một tuần sau, Musa đã ra mắt VVV-Venlo trong trận đấu với FC Groningen vào ngày 30 tháng 10. Anh ra sân ngay từ đầu cho VVV-Venlo, bị phạm lỗi ở phút thứ 50 và kiếm đượcmột quả phạt đền.
Được Goal.com đánh giá là một trong 100 ngôi sao bóng đá trẻ đáng xem nhất thế giới trong năm 2011, Lolade Adewuyi của Goal.com đưa anh vào danh sách 10 cầu thủ quốc tế xuất sách nhất Nigeria năm 2010 và cũng có mặt trong danh sách 140 cầu thủ xuất sắc nhất thế giới của IFFHS.
Ngày 8 tháng 3 năm 2011, Ahmed Musa đã giành giải thưởng cầu thủ bóng đá AIT của năm. Buổi lễ được tổ chức tại khách sạn Presidential, Port Harcourt, Rivers State. Sự kiện này có sự tham dự của người giành giải Cầu thủ châu Phí xuất sắc nhất năm của BBC, Asamoah Gyan và các quan chức hàng đầu của liên đoàn bóng đá Nigeria, bao gồm cả tổng thống Aminu Maigari.
Vào tháng Tư, giám đốc bóng đá của Venlo, Mario Captien nói rằng các đại diện của Tottenham Hotspur đã đến thăm câu lạc bộ vì cầu thủ này, Tijani Babangida là tuyển trạch viên Ajax nói rằng Ajax quan tâm đến Musa nhưng kết quả sẽ được quyết định vào cuối mùa giải.
Ngày 1 tháng 5 năm 2011, Musa đã lập một cú đúp để đánh bại Feyenoord 3-2 và giúp Venlo trụ hạng thành công.
Vào tháng 8 năm 2011, sau khi trở về từ FIFA U-20 World Cup 2011 tại Colombia, Musa đã có trận đầu tiên trong mùa giải 2011-12 trên sân nhà gặp AFC Ajax và ghi hai bàn thắng.
Vào tháng 9, Chủ tịch VVV-Venlo, Hai Berden tiết lộ trên Eredivisie Live rằng VVV-Venlo đã từ chối mức giá 10 triệu euro cho Musa từ Bundesliga. Tên của câu lạc bộ Bundesliga không được tiết lộ.

### CSKA Moscow

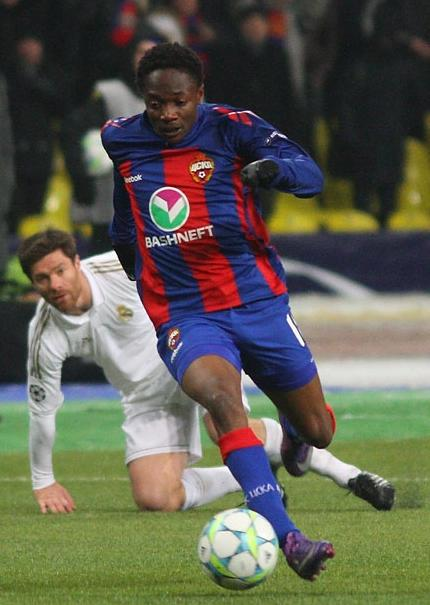
Musa trong màu áo CSKA Moscow năm 2012

Ngày 7 tháng 1 năm 2012, Musa đã gia nhập câu lạc bộ Nga, CSKA Moscow với mức phí không được tiết lộ.
Ngày 17 tháng 9 năm 2014, anh ghi bàn thắng danh dự ở phút thứ 82 trong trận thua 5-1 trước A.S. Roma trên sân nhà trong khuôn khổ UEFA Champions League. Ngày 1 tháng 6, Musa ký hợp đồng mới có hiệu lực đến hết mùa 2018-19. Anh kết thúc giải ngoại hạng Nga 2015-16 với tư cách cầu thủ ghi bàn nhiều thứ 5 giải đấu, trở thành một trong bảy cầu thủ dưới 23 tuổi ghi được nhiều hơn 10 bàn thắng mỗi mùa trong hai mùa giải vừa qua ở bảy giải đấu hàng đầu châu Âu.

### Leicester City
Ngày 8 tháng 7 năm 2016, Musa chuyển tới Leicester City với mức phí kỷ lục của câu lạc bộ, 16,6 triệu £. Anh đã ghi bàn thắng đầu tiên của mình tại câu lạc bộ mới trong trận giao hữu với Barcelona ở ICC Cup 2016, trận đấu kết thúc với tỷ số 4-2 nghiên về đội bóng Tây Ban Nha.
Anh ra mắt Premier League vào ngày 13 tháng 8 năm 2016 trong trận đấu khai mở màn của câu lạc bộ. Trận đấu đó, Leicester đã để thua Hull City với tỷ số 2-1. Musa có bàn thắng đầu tiên tại PL khi mở tỷ số trong trận thắng 3-1 trước Crystal Palace vào 22 tháng 10 năm 2016.
Đến tháng 1 năm 2017, Musa vẫn chưa có kiến tạo nào cho câu lạc bộ, đóng góp trung bình 0,5 đường chuyền chính, 0,3 đường chuyền và 1,2 lần rê bóng thành công mỗi trận.

#### Cho mượn tại CSKA Moscow
Ngày 30 tháng 1 năm 2018, Musa trở lại CSKA Moscow theo dạng cho mượn đến hết mùa giải 2017-18.

### Al-Nassr
Ngày 14 tháng 8 năm 2018, Musa chuyển tới Ả Rập Xê Út để thi đấu cho câu lạc bộ Al-Nassr.

## Thống kê sự nghiệp

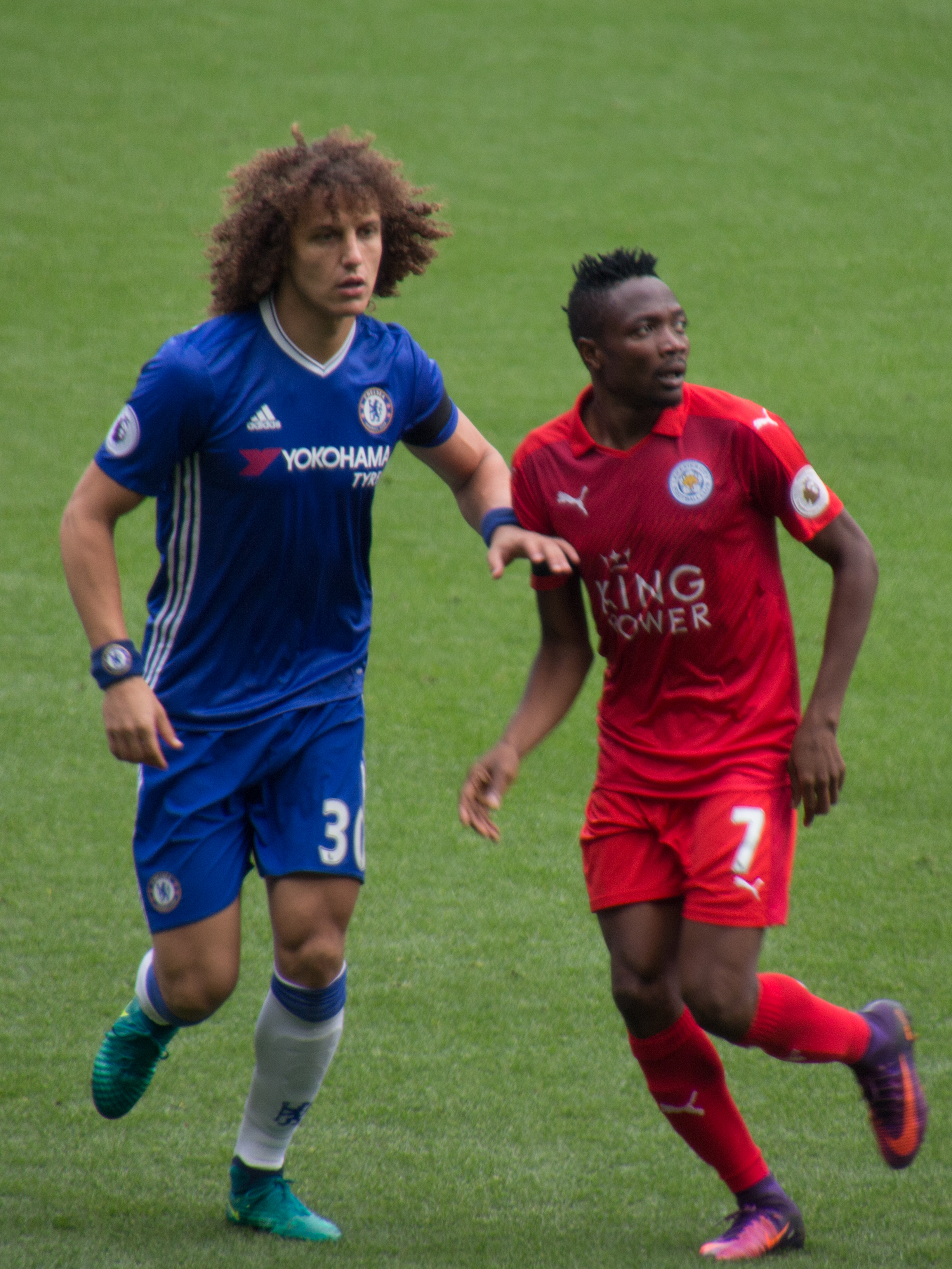
David Luiz (trái), Musa (phải) trong trận đấu Chelsea tiếp Leicester City trên sân Stamford Bridge ngày 15 tháng 10 năm 2016

### Câu lạc bộ
Tính đến 11 tháng 3 năm 2020
| Câu lạc bộ         | Mùa giải       | League                    | League | League | Cup  | Cup | Châu lục | Châu lục | Khác | Khác | Tổng | Tổng | Ref.   |
| Câu lạc bộ         | Mùa giải       | Hạng                      | Trận   | Bàn    | Trận | Bàn | Trận     | Bàn      | Trận | Bàn  | Trận | Bàn  | Ref.   |
| ------------------ | -------------- | ------------------------- | ------ | ------ | ---- | --- | -------- | -------- | ---- | ---- | ---- | ---- | ------ |
| VVV-Venlo          | 2010–11        | Eredivisie                | 23     | 5      | 0    | 0   | —        | —        | 4    | 2    | 27   | 7    | [ 33 ] |
| VVV-Venlo          | 2011–12        | Eredivisie                | 14     | 3      | 1    | 0   | —        | —        | —    | —    | 15   | 3    | [ 33 ] |
| VVV-Venlo          | Tổng cộng      | Tổng cộng                 | 37     | 8      | 1    | 0   | —        | —        | 4    | 2    | 42   | 10   | –      |
| CSKA Moscow        | 2011–12        | Russian Premier League    | 11     | 1      | 0    | 0   | 2        | 0        | —    | —    | 13   | 1    | [ 34 ] |
| CSKA Moscow        | 2012–13        | Russian Premier League    | 28     | 11     | 5    | 4   | 2        | 0        | —    | —    | 35   | 15   | [ 34 ] |
| CSKA Moscow        | 2013–14        | Russian Premier League    | 26     | 7      | 4    | 1   | 6        | 1        | 1    | 0    | 37   | 9    | [ 34 ] |
| CSKA Moscow        | 2014–15        | Russian Premier League    | 30     | 10     | 2    | 0   | 6        | 1        | 1    | 0    | 39   | 11   | [ 34 ] |
| CSKA Moscow        | 2015–16        | Russian Premier League    | 29     | 13     | 4    | 1   | 10       | 4        | 0    | 0    | 43   | 18   | [ 34 ] |
| CSKA Moscow        | Tổng cộng      | Tổng cộng                 | 124    | 42     | 15   | 6   | 26       | 6        | 2    | 0    | 167  | 55   | –      |
| Leicester City     | 2016–17        | Premier League            | 21     | 2      | 5    | 2   | 5        | 0        | 1    | 0    | 32   | 4    | [ 35 ] |
| Leicester City     | 2017–18        | Premier League            | 0      | 0      | 1    | 1   | —        | —        | —    | —    | 1    | 1    | [ 35 ] |
| Leicester City     | Tổng cộng      | Tổng cộng                 | 21     | 2      | 6    | 3   | 5        | 0        | 1    | 0    | 33   | 5    | –      |
| CSKA Moscow (mượn) | 2017–18        | Russian Premier League    | 10     | 6      | 0    | 0   | 6        | 1        | 0    | 0    | 16   | 7    | [ 34 ] |
| Al-Nassr           | 2018–19        | Saudi Professional League | 24     | 7      | 2    | 0   | 0        | 0        | 0    | 0    | 26   | 7    | [ 35 ] |
| Al-Nassr           | 2019–20        | Saudi Professional League | 17     | 0      | 4    | 2   | 0        | 0        | 1    | 0    | 22   | 2    | [ 35 ] |
| Al-Nassr           | Tổng cộng      | Tổng cộng                 | 41     | 7      | 6    | 2   | 0        | 0        | 1    | 0    | 48   | 9    |        |
| Tổng sự nghiệp     | Tổng sự nghiệp | Tổng sự nghiệp            | 235    | 65     | 28   | 11  | 37       | 7        | 8    | 2    | 306  | 85   | –      |

### Quốc tế
Tính đến 8 tháng 1 năm 2024
| Nigeria | Nigeria | Nigeria |
| Năm     | Trận    | Bàn     |
| ------- | ------- | ------- |
| 2010    | 2       | 0       |
| 2011    | 10      | 1       |
| 2012    | 6       | 2       |
| 2013    | 16      | 2       |
| 2014    | 12      | 4       |
| 2015    | 10      | 2       |
| 2016    | 5       | 0       |
| 2017    | 5       | 0       |
| 2018    | 13      | 4       |
| 2019    | 12      | 0       |
| 2020    | 4       | 0       |
| 2021    | 11      | 1       |
| 2022    | 3       | 0       |
| 2023    | 1       | 0       |
| 2024    | 1       | 0       |
| Tổng    | 108     | 16      |

### Bàn thắng quốc tế
Tính đến 8 tháng 9 năm 2018
| Bàn thắng | Ngày                 | Địa điểm                                                | Đối thủ    | Tỉ số | Kết quả | Giải đấu                 | Nguồn  |
| --------- | -------------------- | ------------------------------------------------------- | ---------- | ----- | ------- | ------------------------ | ------ |
| 1.        | 29 tháng 3 năm 2011  | Sân vận động quốc gia, Abuja, Nigeria                   | Kenya      | 1–0   | 3–0     | Giao hữu                 |        |
| 2.        | 16 tháng 6 năm 2012  | Sân vận động U. J. Esuene, Calabar, Nigeria             | Rwanda     | 1–0   | 2–0     | Vòng loại CAN 2013       |        |
| 3.        | 13 tháng 10 năm 2012 | Sân vận động U. J. Esuene, Calabar, Nigeria             | Liberia    | 2–0   | 6–1     | Vòng loại CAN 2013       |        |
| 4.        | 6 tháng 2 năm 2013   | Sân vận động Moses Mabhida, Durban, Nam Phi             | Mali       | 4–0   | 4–1     | CAN 2013                 |        |
| 5.        | 5 tháng 6 năm 2013   | Trung tâm Thể thao Quốc tế Moi, Kasarani, Kenya         | Kenya      | 1–0   | 1–0     | Vòng loại World Cup 2014 |        |
| 6.        | 25 tháng 6 năm 2014  | Sân vận động Beira-Rio, Praia de Belas, Brasil          | Argentina  | 1–1   | 2–3     | World Cup 2014           |        |
| 7.        | 25 tháng 6 năm 2014  | Sân vận động Beira-Rio, Praia de Belas, Brasil          | Argentina  | 2–2   | 2–3     | World Cup 2014           |        |
| 8.        | 15 tháng 10 năm 2014 | Sân vận động quốc gia, Abuja, Nigeria                   | Sudan      | 1–0   | 3–1     | Vòng loại CAN 2015       |        |
| 9.        | 15 tháng 10 năm 2014 | Sân vận động quốc gia, Abuja, Nigeria                   | Sudan      | 3–1   | 3–1     | Vòng loại CAN 2015       |        |
| 10.       | 28 tháng 3 năm 2015  | Sân vận động Mbombela, Nelspruit, Nam Phi               | Nam Phi    | 1–0   | 1–1     | Giao hữu                 |        |
| 11.       | 8 tháng 9 năm 2015   | Sân vận động Adokiye Amiesimaka, Port Harcourt, Nigeria | Niger      | 1–0   | 2–0     | Giao hữu                 |        |
| 12.       | 22 tháng 6 năm 2018  | Volgograd Arena, Volgograd, Nga                         | Iceland    | 1–0   | 2–0     | World Cup 2018           | [ 37 ] |
| 13.       | 22 tháng 6 năm 2018  | Volgograd Arena, Volgograd, Nga                         | Iceland    | 2–0   | 2–0     | World Cup 2018           | [ 37 ] |
| 14.       | 8 tháng 9 năm 2018   | Sân vận động Linité, Victoria, Seychelles               | Seychelles | 1–0   | 3–0     | Vòng loại CAN 2019       |        |
| 15.       | 16 tháng 10 năm 2018 | Sân vận động Taïeb Mhiri, Sfax, Tunisia                 | Libya      | 2–0   | 3–2     | Vòng loại CAN 2019       |        |
| 16.       | 13 tháng 11 năm 2021 | Sân vận động Ibn Batouta, Tangier, Maroc                | Liberia    | 2–0   | 2–0     | Vòng loại World Cup 2022 |        |

## Danh hiệu

### Câu lạc bộ
CSKA
- Russian Premier League: 2012–13, 2013–14, 2015–16
- Russian Cup: 2012–13
- Russian Super Cup: 2013, 2014

Al-Nassr
- Saudi Professional League: 2018–19[38]
- Saudi Super Cup: 2019

### Quốc tế
U-20 Nigeria
- African Youth Championship: 2011

Nigeria
- WAFU Nations Cup: 2010
- Africa Cup of Nations: 2013; á quân: 2023; hạng ba: 2019

### Cá nhân
- Nigeria Premier League Top Scorer: 2009–10
- In the list of 33 best football players of the championship of Russia: 2012–13
- Vua phá lưới Russian Cup: 2012–13
- CAF Team of the Year: 2014[39]